# ساپاردیل د لا کانیادا
ساپاردیل د لا کانیادا دهستانی در استان آبیلای اسپانیا است.
در این دهستان ۱۶۹ نفر زندگی می‌کنند. مساحت این دهستان ۴۰٫۱۵ کیلومتر مربع است.